# Nordsjön (Gunnarskogs socken, Värmland)
Nordsjön är en sjö i Arvika kommun i Värmland och ingår i Göta älvs huvudavrinningsområde. Sjön har en area på 1,68 kvadratkilometer och ligger 123,3 meter över havet. Sjön avvattnas av vattendraget Räkökenån.

## Delavrinningsområde
Nordsjön ingår i det delavrinningsområde (664768-131225) som SMHI kallar för Utloppet av Nordsjön. Medelhöjden är 163 meter över havet och ytan är 11,9 kvadratkilometer. Det finns inga avrinningsområden uppströms utan avrinningsområdet är högsta punkten. Räkökenån som avvattnar avrinningsområdet har biflödesordning 4, vilket innebär att vattnet flödar genom totalt 4 vattendrag innan det når havet efter 303 kilometer. Avrinningsområdet består mestadels av skog (76 procent). Avrinningsområdet har 1,79 kvadratkilometer vattenytor vilket ger det en sjöprocent på 15 procent.